# Anthidium eremicum
Anthidium eremicum là một loài Hymenoptera trong họ Megachilidae. Loài này được Alfken mô tả khoa học năm 1938.